# Spatule (médecine)
Pour les articles homonymes, voir Spatule.
 (septembre 2021).
Les spatules (de Thierry, de Teissier) sont des instruments permettant l'extraction du fœtus au cours de l'accouchement.
Elles sont constituées de deux cuillers indépendantes l'une de l'autre. De pose facile mais de manipulation délicate, les spatules permettent de guider l'expulsion de la tête fœtale en écartant les obstacles musculaires devant lui. Moins puissantes que les forceps, mais aussi moins traumatiques, les spatules font souvent partie de la panoplie d'instruments en salle d'accouchement.